# 27930 Nakamatsu
27930 Nakamatsu è un asteroide della fascia principale. Scoperto nel 1997, presenta un'orbita caratterizzata da un semiasse maggiore pari a 2,5663494 UA e da un'eccentricità di 0,0481191, inclinata di 6,82424° rispetto all'eclittica.